# Caricatura Museum für Komische Kunst

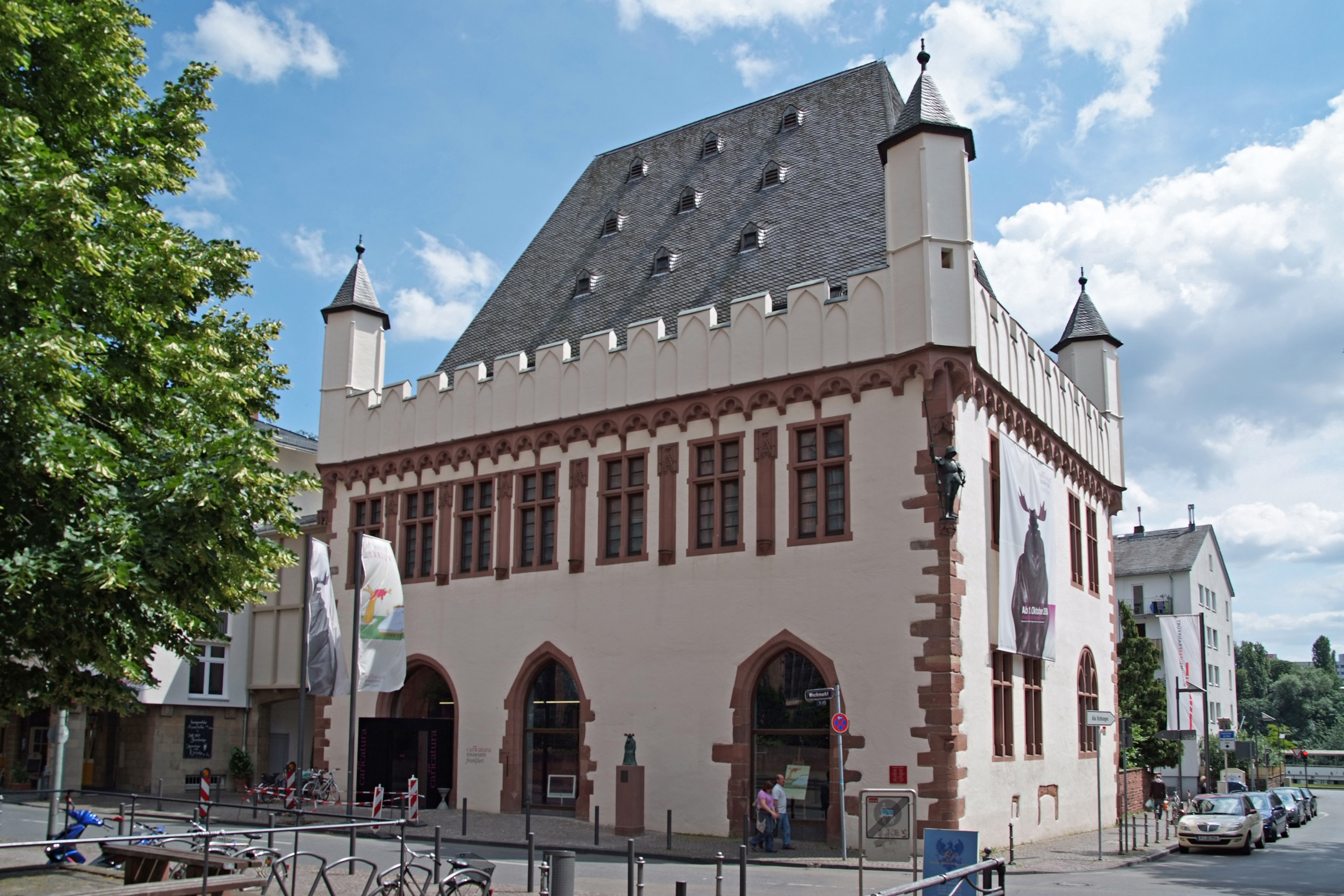
Das Museum im Leinwandhaus (2009)

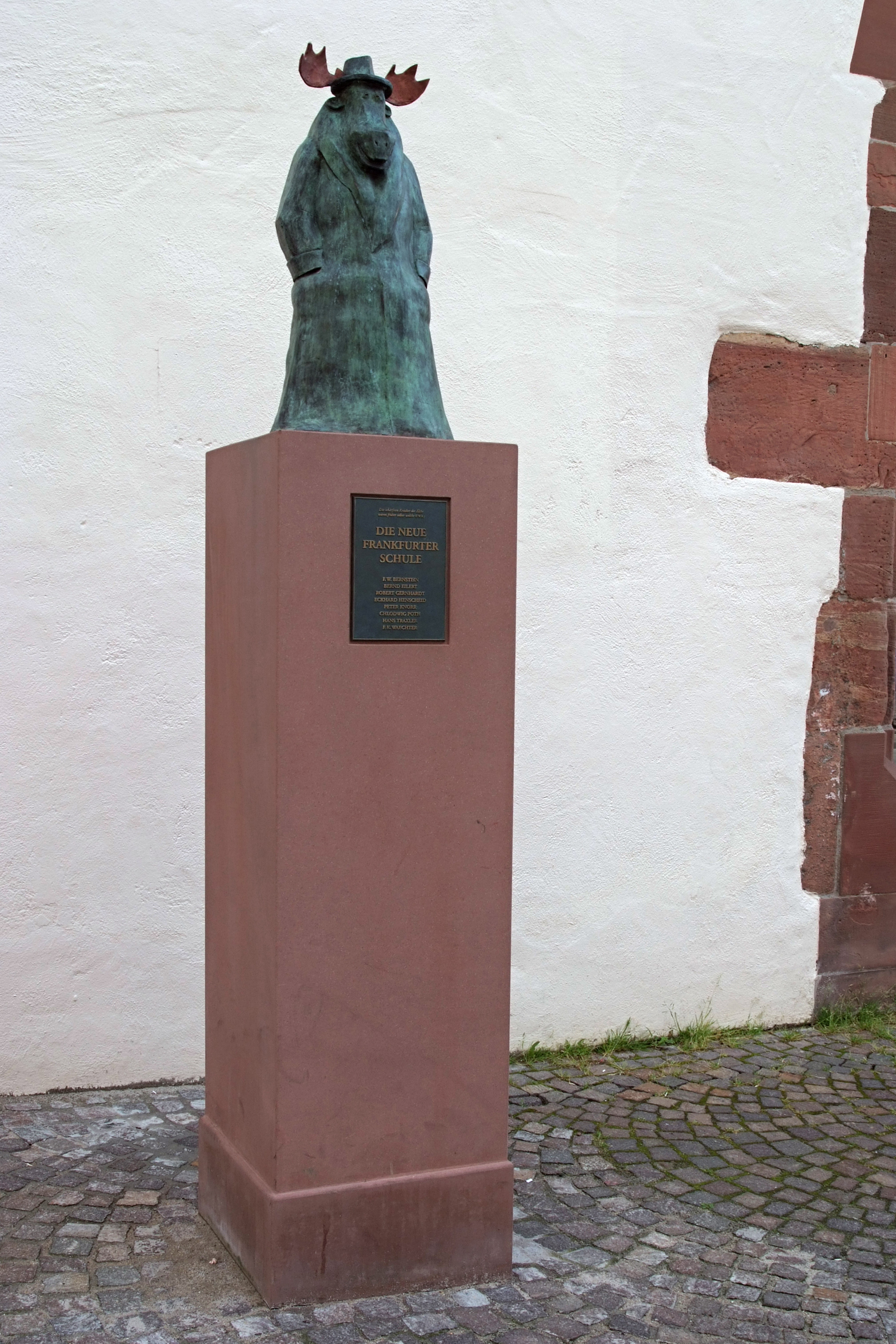
Elchskulptur von Hans Traxler (Foto: 2009)

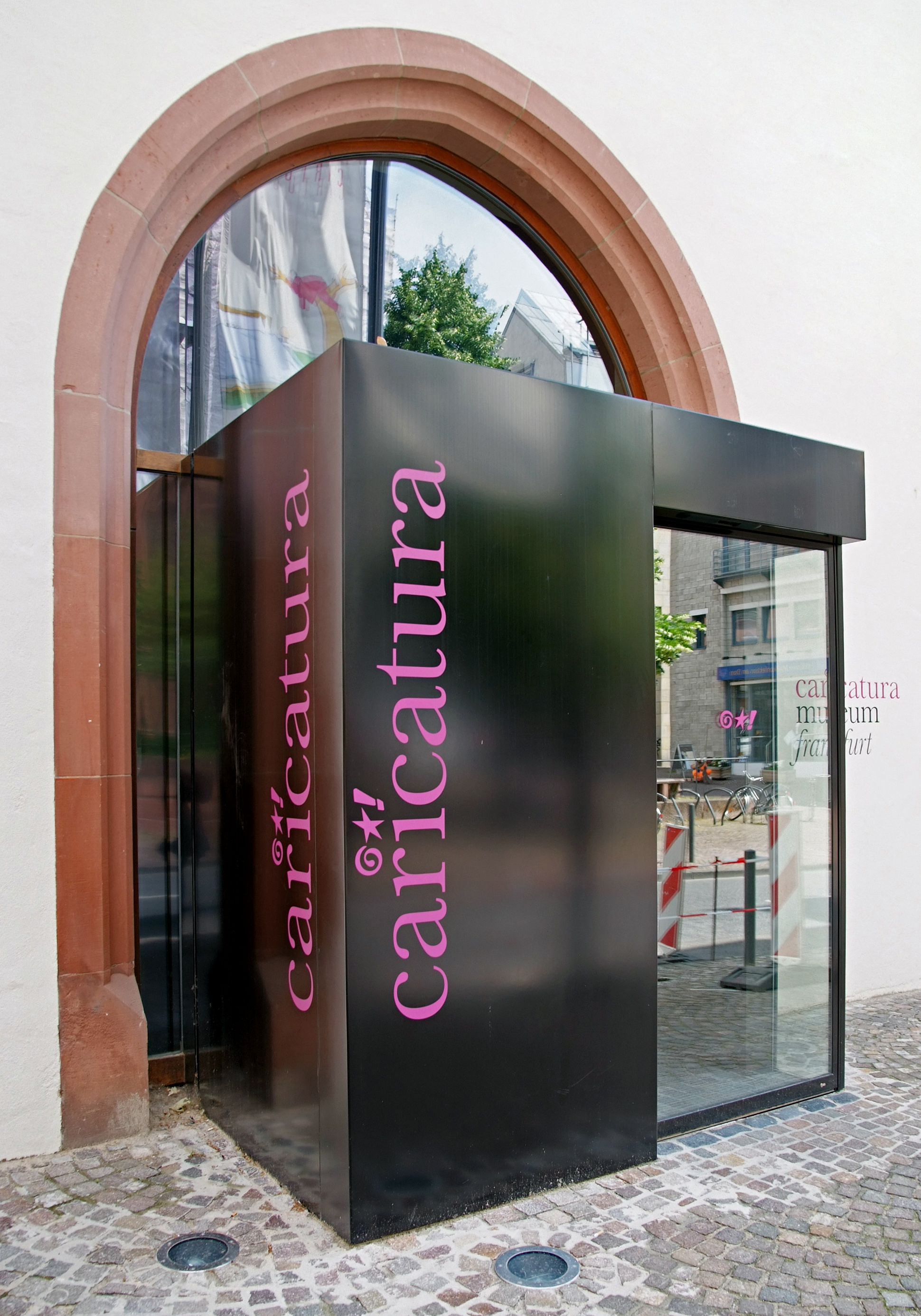
Eingang des Museums für Komische Kunst im Frankfurter Leinwandhaus (2009)

Das Caricatura Museum Frankfurt – Museum für Komische Kunst in Frankfurt am Main stellt Werke der Komischen Kunst aus. Die Dauerausstellung zeigt Texte, Zeichnungen und Plastiken von Künstlern der Neuen Frankfurter Schule. Ergänzt werden diese durch Wechselausstellungen zeitgenössischer Künstler aus dem Bereich der Komischen Kunst.

## Vorgeschichte
Die Ursprünge eines eigenständigen Caricatura Museum Frankfurt, das die Künstler der Neuen Frankfurter Schule und ihre Werke würdigt, gehen zurück auf die Idee von Achim Frenz, Mitbegründer der Caricatura Galerie Kassel. Von der Idee überzeugen konnte er den damaligen Frankfurter Kulturdezernenten Hans-Bernhard Nordhoff, zuvor Kulturreferent in Kassel. Nordhoff beauftragte Frenz mit dem Aufbau einer Sammlung in Frankfurt, um ein eigenständiges Museum für Komische Kunst zu entwickeln. Bis geeignete Räumlichkeiten für das Museum gefunden werden konnten, entschied sich Achim Frenz für die vorübergehend räumliche Unterbringung im Historischen Museum. Die von dort ausgehenden 21 Ausstellungen und 30 weiteren Veranstaltungen von 2000 bis 2008 machten deutlich, was ein Museum der Komischen Kunst für die Stadt Frankfurt mit ihrer langen satirischen Tradition bedeuten würde und bereiteten die Stadtgesellschaft auf ein eigenständiges Museum vor.

## Geschichte
Am 1. Oktober 2008 wurde das Caricatura Museum Frankfurt – Museum für Komische Kunst in eigenen Räumlichkeiten im restaurierten Leinwandhaus in der Altstadt Frankfurts am Weckmarkt 17 unter dem Kulturdezernenten Felix Semmelroth als Außenstelle des Historischen Museums eröffnet. Die zunächst von Nordhoff favorisierte Unterbringung als eigenständiges Museum in der sogenannten Kulturmeile in der Brauchbachstraße, heutiger Standort des Fotografie Forums Frankfurt, wurde nach seiner Abwahl 2006 nicht realisiert.
2018 feierte das Museum sein 10-jähriges Jubiläum. Gleichzeitig kam es zu einer offenen Auseinandersetzung zwischen dem Museumsleiter Achim Frenz und dem Direktor des Historischen Museums Frankfurt, Jan Gerchow, über die Zukunft des Caricatura Museums Frankfurt, in der Frenz die von Anfang an geplante Autonomie des Museums einforderte. Auch prominente komische Künstler wie Hans Traxler, Pitt Knorr, Bernd Eilert und Rudi Hurzlmeier warben für die Eigenständigkeit des Museums, die das Kulturamt Frankfurt ihm 2019 zusprach.

## Sammlung und Ausstellungen
Der Bestand des Caricatura Museums Frankfurt orientiert sich überwiegend an deutschsprachigen Künstlern. Die Sammlung besteht aus mehr als 7.000 Originalen der Zeichner der Neuen Frankfurter Schule sowie rund 4.000 Zeichnungen weiterer Karikaturisten, darunter Felix Mussil, Marie Marcks, Ernst Kahl und Ralf König. Mithilfe eines neu geschaffenen Ankaufsetats konnte die Sammlung ab 2021 erstmals umfassend um viele Werke namhafter zeitgenössischer Künstler aus dem Bereich der Komischen Kunst erweitert werden. Darunter Werke von Greser & Lenz, Franziska Becker, Bernd Eilert, Seyfried, Rudi Hurzlmeier, Bernd Pfarr und Ernst Kahl.
Im Rahmen der Dauerausstellung im ersten Stock des Museums sind Arbeiten von F.W. Bernstein, Robert Gernhardt, Chlodwig Poth, Hans Traxler und F.K. Waechter in fünf Kabinetten zu sehen. Um möglichst viele Zeichnungen aus dem Sammlungsbestand zu zeigen sowie aus konservatorischen Gründen, wird die Hängung der Dauerausstellung zwei Mal im Jahr gewechselt.
Im Erdgeschoss und in der Galerie zeigt das Museum in Wechselausstellungen Exponate weiterer namhafter Vertreter der Komischen Kunst, so zum Beispiel Gerhard Haderer, Gerhard Glück, Beck, Marie Marcks, Tomi Ungerer, Jean-Marc Reiser, Sebastian Krüger und Otto. In unregelmäßigen Abständen finden Veranstaltungen wie Lesungen und Buchvorstellungen im Caricatura Museum Frankfurt statt.
Für 2023 sind Ausstellungen zu Gerhard Haderer und Loriot zum 100. Geburtstag geplant.
Aktuell befindet sich das Caricatura Museum Frankfurt im Aufbau eines Literaturarchivs für Komische Literatur, das Besuchern und Forschenden langfristig zugänglich gemacht werden soll. Erste Ankäufe wurden getätigt. Darunter ein Konvolut des Autors Pit Knorr, das u. a. die 1. Handschrift des Drehbuchs „Otto – Der Film“ (1985) enthält. Der Aufbau eines Literaturarchivs der Komischen Kunst ist Ausdruck des Anspruches, das Museum als Kompetenzzentrum der Komischen Kunst mit bundesweiter Bedeutung weiter auszubauen.

## Der Elch als Wahrzeichen des Museums
Das Wahrzeichen des Caricatura Museums Frankfurt ist eine vor dem Gebäude stehende, von Hans Traxler gestaltete bronzene Elchskulptur mit Trenchcoat und Hut. Der Sandsteinsockel der Skulptur trägt eine Bronzeplakette mit den Namen der acht Vertreter der Neuen Frankfurter Schule sowie dem von F.W. Bernstein geprägten Wahlspruch „Die schärfsten Kritiker der Elche waren früher selber welche“.

## Kuratorium
2009 wurde dem Caricatura Museum Frankfurt ein Kuratorium beratend zur Seite gestellt. Unter dem Vorsitz von Claus Wisser sind Dr. Ina Hartwig, Achim Frenz, Dr. Franziska Augstein, Christiane Benner, Gabriela Eick, Nikolaus Hansen, Antje Kunstmann, Oliver Maria Schmitt, Otto Kajetan Weixler und Hans Zippert Mitglieder des Kuratoriums.

## Das Festival der Komik
Seit 2009 veranstaltet das Caricatura Museum Frankfurt im Rahmen des Museumsuferfests das dreitägige Festival der Komik. Gegenstand ist die satirische Bühnenkunst (Lesungen, Musik, Performances) als Ergänzung zu den Ausstellungen. Moderiert wird das Festival von Bernd Gieseking.
Bisher aufgetretene Künstler: Bernd Eilert, Dagmar Schönleber, Katinka Buddenkotte, Dietmar Wischmeyer, Ernst Kahl, Fil, Frank Schulz, Friedemann Weise, Fritz Eckenga, Gerd Dudenhöffer, Gerhard Henschel, Hans Zippert, Harald ‚Sack‘ Ziegler, Hartmut El Kurdi, Heiko Werning, Heinz Strunk, Jochen Schmidt, Jürgen Roth, M.A. Numminen & Pedro Hietanen, Martin Sonneborn, das Original Oberkreutzberger Nasenflötenorchester, Oliver Maria Schmitt, Pit Knorr, Ralf Sotscheck, Richard Christian Kähler, Severin Groebner, The Incredible Herrengedeck, Thomas C. Breuer, Thomas Gsella, Thomas Koch, Torsten Sträter, Andy Strauß, Volker Surmann, Wiglaf Droste und die Wohnraumhelden, Hauck & Bauer, Gymmick, Ella Carina Werner, Sedlmeier, Thomas Kapielski, Jess Jochimsen, Rayk Wieland, Frank Goosen, Frank Schulz, Gerhard Henschel, Richard Kähler, Ahne, Bernd Fritz, Kirsten Fuchs, Ralf König, Matthias Egersdörfer, Ralf Sotschek, und Piero Masztalerz.
Zum festen Repertoire gehören auch die jeweiligen Chefredakteure der Titanic wie Leo Fischer, Marc-Stefan Tietze und Michael Ziegelwagner sowie Tim Wolff, Torsten Gaitzsch, Moritz Hürtgen, Laura Brinkmann und Julia Mateus.

## Kooperationen

### Komische Kunst im Grüngürtel
Das Caricatura Museum Frankfurt engagierte sich in Zusammenarbeit mit dem städtischen Umweltamt für Komische Kunst im Grüngürtel rund um Frankfurt. Zuletzt wurde am 31. März 2017 die 14. Skulptur, der Barfüßer, eine Gestalt aus Kurt Halbritters „Tier und Pflanzenwelt“ (1975), feierlich enthüllt.

### Sommerakademie für Komische Kunst
Seit 2007 veranstaltet das Caricatura Museum Frankfurt zusammen mit der Caricatura Galerie Kassel, dem Satiremagazin Titanic und weiteren Partnern die Sommerakademie für Komische Kunst, um die Aus- und Weiterbildung von Nachwuchszeichnern zu fördern. Die Akademie steht jedes Jahr unter der Leitung eines namhaften Künstlers. Bislang waren Ernst Kahl, Rudi Hurzlmeier, Marcus Weimer, Olav Westphalen, Günter Mayer, Gerhard Haderer, Franziska Becker, Til Mette, Polo, Ari Plikat, BURKH und Stephan Rürup, BeCK, Mario Lars und Gerhard Seyfried, Michael Holtschulte und Oli Hilbring vertreten.

### Stoffel
Das Caricatura Museum Frankfurt war als Partner zuständig für den Bereich der Komischen Kunst der Veranstaltungsreihe „Stalburg Theater Offene Luft“, die jährlich im Günthersburgpark Theater, Kabarett, Lesungen und Musik bietet.

### Weitere Kooperationen
Das Caricatura Museum Frankfurt war und ist in vielen weiteren Kooperationen tätig, unter anderem mit dem Historischen Museum in Hanau, dem Mathematikum Gießen, den Frankfurter Entsorgungsbetrieben und der Frankfurter Paulskirche.

## Kontroversen

### „Mohammed-Ähnlichkeitswettbewerb“
Im Rahmen der 60. Frankfurter Buchmesse 2008 und anlässlich des damaligen Gastlandes Türkei rief das Satiremagazin Titanic in Anlehnung an den über Jahre hinweg veranstalteten „Theodor W. Adorno-Ähnlichkeitswettbewerb“ zu einem „Mohammed-Ähnlichkeitswettbewerb“ im Caricatura Museum Frankfurt auf. Dieser führte zu einer kontroversen Debatte über religiöse Themen in der Satire und erzeugte ein weltweites Presseecho. Aufgrund von Sicherheitsbedenken wurde der Wettbewerb von der damaligen Oberbürgermeisterin Petra Roth abgesagt.

### Die Auswirkungen des Anschlags auf das französische Satiremagazin Charlie Hebdo auf das Caricatura Museum Frankfurt
Der Terroranschlag auf Charlie Hebdo am 7. Januar 2015 in Paris führte zu einer breiten öffentlichen Debatte über Meinungsfreiheit und die Rolle und Funktion der Satire in der Gesellschaft. Der französische Zeichner Georges David Wolinski, der beim Anschlag getötet wurde, war 2011 anlässlich der Eröffnung der Jean-Marc Reiser Ausstellung zu Gast im Museum. Da auch das Caricatura Museum Frankfurt als mögliches Anschlagsziel von den Sicherheitsbehörden in Betracht gezogen wurde, stand es unter Polizeischutz.
Zu Ehren der in Paris getöteten Zeichner schuf das Caricatura Museum Frankfurt in Kooperation mit der Caricatura – Galerie für Komische Kunst in Kassel, dem Cartoonmuseum Basel und dem Museum Wilhelm Busch – Deutsches Museum für Karikatur und Zeichenkunst in Hannover eine Online-Präsentation mit Zeichnungen und Texten der französischen Satirezeitschrift. Unterstützt wurde das Projekt durch „Antenne Métropole“, einer Institution im Netzwerk des Institut Français Deutschland.

## Hessischer Kulturpreis
2020 erhielt das Caricatura Museum Frankfurt gemeinsam mit der Caricatura – Galerie für Komische Kunst in Kassel den mit insgesamt 45.000 Euro dotierten Hessischen Kulturpreis. Mit dem wegen der Corona-Pandemie erst am 30. Juni 2022 verliehenen Preis wird das Engagement der beiden Institutionen rund um das Genre der Karikatur gewürdigt.

## Publikationen

### Caricatura Museum Edition
In der Caricatura Museum Edition erscheinen Bücher zu den jeweiligen Ausstellungen. Diese werden von dem Museumsleiter Achim Frenz herausgegeben und sind im Caricatura-Shop im Museum erhältlich.
- Bernd Pfarr – Komische Welten, Edel Verlag, Hamburg 2008, ISBN 978-3-86803-297-0.

- Greser & Lenz – Hurra, die Krise ist vorbei, Verlag Antje Kunstmann, München 2009, ISBN 978-3-88897-556-1.
- Hans Traxler – Löhleins Katze, 2009.
- ATAK und Fil – Superpeter – Struwwelpeter Superheld, Kein & Aber, Zürich 2009, ISBN 978-3-0369-5260-4.
- Titanic – das Erstbeste aus 30 Jahren, Rowohlt Berlin 2009, ISBN 978-3-87134-747-4.
- Franziska Becker – Letzte Warnung, Verlag Antje Kunstmann, München 2009, ISBN 978-3-88897-684-1.
- Guido Sieber – Rock`n`Roll Fever, Edel Verlag, Hamburg 2010, ISBN 978-3-941378-73-5.
- Jean-Marc Reiser – Vive Reiser, 2011.
- Haderer – das zweite Jahrzehnt im stern, Lappan Verlag, Oldenburg 2011, ISBN 978-3-8303-3271-8.
- Stulli, das Pausenbrot – Oft kopiert, nie erreicht!!!, 2013.
- Mathe macht lustig, Lappan Verlag, Oldenburg 2013, ISBN 978-3-8303-3320-3.
- Kurt Halbritter: Kurt Halbritters Tier- und Pflanzenwelt. Ein Beitrag zur Naturgeschichte für alle Schichten des Volkes. VitoLibro Verlag, Erstauflage 1975, Neuauflage 2014, ISBN 978-3-446-11990-1.
- Kurt Halbritter: Adolf Hitlers Mein Kampf, VitoLibro Verlag, Erstauflage 1968, Neuauflage 2014 ISBN 978-3-446-15063-8.
- KAMAGURKA – How to become a German. Die Deutschwerdung des Kamagurka, 2014.
- Ari Plikat – Das ist mein Hip Hop: Cartoonband zur Ausstellung, Lappan Verlag, 2017, ISBN 978-3-8303-3471-2.
- Frank Hoppmann – Animalism, Verlag Antje Kunstmann, München 2018, ISBN 978-3-95614-222-2.
- Volker Kriegel. Cartoon-Rolle, Round-Not-Square Verlag, Berlin 2018.
- Im Zeichen des Elchs. 10 Jahre Caricatura – Museum für Komische Kunst, Frankfurt am Main 2018, ISBN 978-3-00-060538-3.
- Ernst Kahl – Vergessene Katastrophen, Verlag Antje Kunstmann, München 2019, ISBN 978-3-95614-311-3.
- Titanic – Das endgültige Titel-Buch. 40 Jahre nur verarscht. Hardy Burmayer, Leonard Riegel, Martina Werner, Tim Wolff (Hrsg.), Verlag Antje Kunstmann, München 2019. ISBN 978-3-95614-330-4.
- Peter P. Neuhaus: Das kann ja heiter werden. F.W. Bernsteins Grafisches Trainingslager an der Eider. Die Postkarten-Connection der Rendsburger Zeichnerei von 1990 bis heute. Eigenverlag 2020.
- Greser & Lenz: Schlimm! Ein Vierteljahrhundert Witze für Deutschland!, Verlag Antje Kunstmann, München 2021, ISBN 978-3-95614-436-3.
- Teuflische Jahre. Die deutsche satirische Monatsschrift 1962–1982, Till Kaposty-Bliss, Gerhard Kromschröder (Hrsg.), Favoritenpresse, Berlin 2022, ISBN 978-3-96849-068-7.

## Ausstellungen

### Ausstellungen im Historischen Museum / Abteilung Caricatura
2000
- Chlodwig Poth – Euch werd ich´s zeigen
- Lachende Frauen
- Bernd Pfarr – Kleine Nachtmusik
- Achim Greser – Der Führer privat
- Greser & Lenz – Rettet die Faustkeilindustrie

2001
- Felix Mussil – Politische Zeichnungen
- Hans Traxler – Das fromme Krokodil
- Unsern täglichen Witz gib uns heute (anlässlich des Deutschen Evangelischen Kirchentages in Frankfurt am Main mit der Unterstützung der Deutschen Evangelischen Kirche)
- Die schärfsten Kritiker der Elche in Wort und Strich und Bild – 40 Jahre Neue Frankfurter Schule

2002
- F.K. Waechter

2003
- RuDiHu – Animalische Malerei

2004
- Die Welt des Manfred Deix

2005
- Chlodwig Poth und Bernd Pfarr
- Ernst Kahl: Tafelspitzen

2006
- Wie Titanic einmal die Fußball-WM 2006 nach Deutschland holte.
- Gerhard Glück – Viel Glück in Frankfurt
- Til Mette – Meine Welt

2007
- Robert Gernhardt – Die letzten Bilder
- F.W. Bernstein – Hesseköpp
- F.K. Waechter – Die letzten Zeichnungen

### Ausstellungen im Caricatura Museum Frankfurt – Museum für Komische Kunst
2008
- Bernd Pfarr – Komische Welten (2. Oktober 2008–11. Januar 2009)

2009
- Greser & Lenz – Hurra, die Krise ist vorbei (29. Januar–26. April 2009)
- Hans Traxler – Löhleins Katze: Traxler Cartoons (7. Mai–26. Juli 2009)
- ATAK und Fil – SUPERPETER – Struwwelpeter Superheld (6. August–20. September 2009)
- Titanic – das Erstbeste aus 30 Jahren (3. Oktober 2009–31. Januar 2010)

2010
- Chlodwig Poth – Poth für die Welt (11. Februar–25. April 2010)
- Franziska Becker – Letzte Warnung (27. Mai–19. September 2010)
- Guido Sieber – Rock'n'Roll Fever (30. September 2010–30. Januar 2011)

2011
- Jean-Marc Reiser – Vive Reiser! (10. Februar–26. Juni 2011)
- Gerhard Haderer – Haderer (7. Juli–27. November 2011)
- Tomi Ungerer – SATIRICON: Das satirisch-komische Werk (8. Dezember 2011–18. März 2012)

2012
- Nikolaus Heidelbach – Wurst, Wein, Weihnachten, Wild und Gemüse (29. März–29. Juli 2012)
- Marie Marcks (9. August–11. November 2012)
- Caricatura VI – Die Komische Kunst – analog, digital, international (22. November 2012–3. März 2013)

2013
- F. W. Bernstein – Zeichenzausels Werkschau (14. März–7. Juli 2013)
- Rattelschneck (18. Juli–3. November 2013)
- Sowa Hurzlmeier Kahl – Weltfremde Malerei (14. November 2013–16. März 2014)

2014
- Ralf König – Paul versus Paulus (27. März–3. August 2014)
- Kurt Halbritter (14. August–16. November 2014)
- Kamagurka – How to become a German. Die Deutschwerdung des Kamagurka (27. November 2014–22. März 2015)

2015
- Gerhard Glück – Glück im Museum (2. April–13. September 2015)
- Gerhard Seyfried – Seyfried (27. September 2015–24. Januar 2016)

2016
- BeCK (11. Februar–12. Juni 2016)
- Sebastian Krüger (30. Juni–30. Oktober 2016)
- sternBILDER (10. November 2016–12. März 2017)

2017
- Ari Plikat – Das ist min Hip Hop (23. März–23. Juli 2017)
- Frank Hoppmann – Animalism (3. August–3. Dezember 2017)
- Robert Gernhardt (15. Dezember–15. April 2018)

2018
- Otto – Die Ausstellung (26. April–2. September 2018)
- Volker Kriegel – (13. September 2018–20. Januar 2019)

2019
- Ernst Kahl – Vergessene Katastrophen (7. Februar–12. Mai 2019)
- Hans Traxler – Zum Neunzigsten (27. Mai–22. September 2019)
- 40 Jahre Titanic – Die endgültige TITEL-Ausstellung (3. Oktober 2019–2. Februar 2020)

2020
- Beste, Beste Bilder (13. Februar–20. September 2020)
- F. W. Bernsteins Grafisches Trainingslager an der Eider. Das kann ja heiter werden. Die Postkarten-Connection der Rendsburger Zeichnerei von 1990 bis heute (5. März–23. August 2020)
- Hauck & Bauer – Cartoons (2. Oktober 2020–7. März 2021)

2021
- Greser & Lenz – SCHLIMM (22. Juli–21. November 2021)
- Rudi Hurzlmeier – Hurzlmeiermalerei (2. Dezember 2021–18. April 2022)

2022
- Klaus Stuttmann – Statements (28. April–3. Oktober 2022)
- Pardon – Teuflische Jahre (16. Oktober 2022–19. März 2023)

2023
- Gerhard Haderer (6. April–17. September 2023)
- Loriot zum Hundertsten (28. September 2023–12. Mai 2024)

2024
- Polo (30. Mai–1. September 2024)
- Bernd Pfarr – Knochenzart. Bilder von Tieren und Engeln (14. September 2024–19. Januar 2025)
- Caricatura Salon #1: Paulina Stulin – Comics über Leben (27. September 2024–19. Januar 2025)